# 6. Goya-gála
A 6. Goya-gála során az 1991-ben bemutatott spanyol filmeket értékelték. A jelölteket az Academy of Cinematographic Arts and Sciences of Spain választotta ki. A madridi Palacio de Congresosban tartott ceremóniát az Televisión Española közvetítette 1992. március 7-én. A műsor házigazdái Aitana Sánchez-Gijón és José Coronado voltak. A gála során Emiliano Piedra kapta meg a tiszteletbeli Goya-díjat.

## Győztesek és jelöltek
A nyertesek félkövérrel jelölve.

### Fő díjak
| Legjobb film | Legjobb rendező |
| --- | --- |
| - Szeretők - Don Juan a pokolban - A kába király krónikája                                                                                                   | - Vicente Aranda — Szeretők - Pilar Miró — Beltenebros - Imanol Uribe — A kába király krónikája                                                                                                 |
| Legjobb férfi főszereplő | Legjobb női főszereplő |
| - Fernando Guillén — Don Juan a pokolban - Gabino Diego — A kába király krónikája - Jorge Sanz — Szeretők                                                    | - Sílvia Munt — Lepkeszárnyak - Victoria Abril — Szeretők - Maribel Verdú — Szeretők |
| Legjobb férfi mellékszereplő | Legjobb női mellékszereplő |
| - Juan Diego — A kába király krónikája - José Luis Gómez — Beltenebros - Javier Gurruchaga — A kába király krónikája                                         | - Kiti Manver — Todo por la pasta - María Barranco — A kába király krónikája - Cristina Marcos — Tűsarok                                                                                        |
| Legjobb eredeti forgatókönyv | Legjobb adaptált forgatókönyv |
| - Lepkeszárnyak — Eduardo Bajo Ulloa, Juanma Bajo Ulloa - Todo por la pasta — Luis Marías - Szeretők — Álvaro del Amo, Vicente Aranda, Carlos Pérez Merinero | - A kába király krónikája — Joan Potau, Gonzalo Torrente Malvido - Hogyan legyünk nők anélkül, hogy belehalnánk — Carmen Rico-Godoy - Beltenebros — Mario Camus, Pilar Miró, Juan Antonio Porto |
| Legjobb új rendező | Legjobb iberoamerikai film |
| - Juanma Bajo Ulloa — Lepkeszárnyak - Ana Belén — Hogyan legyünk nők anélkül, hogy belehalnánk - Manuel Gómez Pereira — Salsa rosa                           | - La Frontera — Chile - Helló, Hemingway! — Kuba - Jericó — Venezuela - Técnicas de duelo: Una cuestión de honor — Kolumbia                                                                     |

### Egyéb díjak
| Legjobb operatőr | Legjobb vágás |
| --- | --- |
| - Beltenebros — Javier Aguirresarobe - Don Juan a pokolban — Carlos Suárez - A kába király krónikája — Hans Burman                               | - Beltenebros — José Luis Matesanz - Tűsarok — José Salcedo - Szeretők — Teresa Font                                                     |
| Legjobb látványtervezés | Legjobb gyártásvezető |
| - A kába király krónikája — Félix Murcia - Don Juan a pokolban — Wolfgang Burmann - Beltenebros — Fernando Sáenz, Luis Vallés                    | - A kába király krónikája — Andrés Santana - Don Juan a pokolban — Alejandro Vázquez - Beltenebros — José L. García Arrojo               |
| Legjobb hang | Legjobb vizuális effektusok |
| - A kába király krónikája — Gilles Ortion, Ricard Casals - Beltenebros — Carlos Faruolo, Manuel Cora, Alberto Herena - Tűsarok — Jean-Paul Mugel | - Beltenebros — Reyes Abades - Todo por la pasta — Kit West - Capità Escalaborns — Carlo De Marchis                                      |
| Legjobb jelmeztervezés | Legjobb smink |
| - A kába király krónikája — Javier Artiñano - Don Juan a pokolban — Yvonne Blake - Tűsarok — José María Cossío                                   | - A kába király krónikája — Romana González, Josefa Morales - Tűsarok — Jesús Moncusi, Gregorio Ros - Beltenebros — Juan Pedro Hernández |
| Legjobb eredeti filmzene | Legjobb rövidfilm |
| - A kába király krónikája — José Nieto - Todo por la pasta — Bernardo Bonezzi - Don Juan a pokolban — Alejandro Massó                            | - La viuda negra - Eduardo - La doncella virtuosa - Ni contigo ni sin ti                                                                 |

## Fordítás
- Ez a szócikk részben vagy egészben  a(z)   6th Goya Awards című angol Wikipédia-szócikk fordításán alapul.  Az eredeti cikk szerkesztőit annak laptörténete sorolja fel. Ez a jelzés csupán a megfogalmazás eredetét és a szerzői jogokat jelzi, nem szolgál a cikkben szereplő információk forrásmegjelöléseként.